# Władysław Szefler
Władysław Szefler (ur. 7 kwietnia 1912 w Grudusku, zm. 3 maja 2004 w Warszawie) – polski działacz harcerski, oficer Armii Krajowej, nauczyciel, w młodości lekkoatleta specjalizujący się w biegach sprinterskich.

## Życiorys
Ukończył Państwowe Seminarium Nauczycielskie Męskie im. Stanisława Żółkiewskiego w Mławie w 1934. W latach 1935/1936 odbył jednoroczną służbę wojskową, jako uczeń Dywizyjnego Kursu Podchorążych Rezerwy 8 DP przy 13 pp w Pułtusku. W 1939 ukończył studia na Wydziale Filozofii Uniwersytetu Warszawskiego, a w 1957 na Wydziale Historycznym UW, uzyskując stopień magistra historii.
Odnosił sukcesy jako lekkoatleta. Był zawodnikiem Warszawianki. Był mistrzem Polski w sztafecie 4 × 400 metrów w 1936, wicemistrzem w tej konkurencji w 1939 oraz brązowym medalistą w biegu na 400 metrów w 1937. Zajął również 4. miejsce w skoku w dal w 1939. 
Do wybuchu II wojny światowej pracował jako nauczyciel w Rembertowie. Od 1938 działał w Związku Harcerstwa Polskiego jako zastępca hufcowego Hufca Rembertów. W lipcu i sierpniu 1939 organizował obóz harcerski we Francji dla młodzieży polskiej. Na wieść o wybuchu wojny powrócił do kraju 10 września i wstąpił do 44 pułku piechoty w Równem. Dostał się do niewoli radzieckiej, z której udało mu się zbiec.
Od listopada ponownie pracował w Rembertowie. Brał udział w tajnym nauczaniu jako nauczyciel języka niemieckiego i łaciny.
Działał w Szarych Szeregach. Był komendantem Ośrodka „Romb” w Rembertowie (później Hufiec „Osa”) oraz oficerem Armii Krajowej w stopniu podporucznika. Miał przydział do Rejonu „Dęby” (Rembertów).
Po wojnie aresztowany z powodów politycznych w 1946. Później pracował jako ekonomista w Centralnym Zarządzie Energetyki, w Głównym Urzędzie Statystycznym i w Ośrodku Badawczo-Rozwojowym Głównego Inspektoratu Gospodarki Paliwowo-Energetycznej.
Przez wiele lat działał w Rembertowie jako instruktor harcerski (w stopniu harcmistrza) i wychowawca młodzieży. W uznaniu jego zasług ulica w Rembertowie nosi od 2011 imię Władysława Szeflera „Włada”.